# Biphyllus complexus
Biphyllus complexus is een keversoort uit de familie houtskoolzwamkevers (Biphyllidae). De wetenschappelijke naam van de soort werd in 1983 gepubliceerd door Sasaji.